# Markouskaje
Markouskaje (biał. Маркоўскае; ros. Марковское, Markowskoje) – wieś na Białorusi, w obwodzie homelskim, w rejonie lelczyckim, w sielsowiecie Borowe, nad Uborcią i przy drodze republikańskiej R36.

## Historia
Dawniej w miejscu obecnej wsi znajdowały się chutory Markowskie i Harnowiszcze (biał. Гарнавішча, Harnawiszcza).
W XIX i w początkach XX w. położone były w Rosji, w guberni mińskiej, w powiecie mozyrskim.
Po I wojnie światowej pod administracją polską, w Zarządzie Cywilnym Ziem Wschodnich, w okręgu brzeskim, w powiecie mozyrskim.
W wyniku postanowień traktatu ryskiego znalazły się w granicach Związku Sowieckiego. Od 1991 w niepodległej Białorusi.